# يوليوس نيكولاي جاكوبسن
يوليوس نيكولاي جاكوبسن (بالنرويجية البوكمول: Julius Nicolai Jacobsen)‏ هو شخصية أعمال وسياسي نرويجي، ولد في 19 مايو 1829، وتوفي في 25 ديسمبر 1894. انتخب عضو برلمان النرويج ‏.